# 安椿生
安 椿生（アン・チュンセン、안춘생）は日本統治時代の朝鮮の独立運動家、大韓民国の軍人、国会議員、企業家。本貫は順興安氏（순흥안씨）。別名は王衡。
独立運動家の安鳳生は兄、独立運動家で国会議員の趙時元（趙素昻の弟）は岳父。また、安椿生は独立運動家の安重根、安定根、安恭根、安明根、安敬根の従甥、独立運動家の安珍生、安美生（金九の息子の妻）および実業家の安俊生の再従兄弟である。

## 経歴
1912年8月、黄海道海州に生まれる。
1918年、家族と共に満州に亡命。
中央陸軍軍官学校洛陽分校韓人特別班に入学。数か月教育を受けた後、南京の本校に移動して第1総隊歩兵大隊第3隊に配属。
1936年6月、第10期歩兵科卒業。中国軍第2師に配属される。1937年、第二次上海事変で戦闘中に大腿を負傷。1938年、湖南省の警備司令部に服務。1939年10月、軍政府監護大隊に服務。1940年6月、李俊植などと共に軍事特派団で活動。光復軍が創設されると、同年11月に第1支隊幹部。山西省大同で工作活動。1942年、第2支隊第1区隊長。1945年、国内挺進軍第1地区隊長。終戦後、駐寧支隊長。
帰国後は民族青年団訓練部長を務めていた。1949年、陸軍士官学校第8期特別第1班卒業、任大領（軍番12448番）。同年1月7日、陸軍本部監察監（～1951年10月21日）。1951年7月、国民防衛軍事件に関する陸軍中央高等軍法会議の審判官。同年10月、陸軍士官学校校長、任准将。1952年11月10日、陸軍本部監察監。1953年5月16日、任少将。1953年9月23日、陸軍本部軍需局長。教育総監部副総長などを歴任。1956年6月、陸軍大学卒業。同年7月、第8師団長。1957年、第2軍副司令官。1959年6月、第2管区司令官。1959年7月6日、陸軍本部人事参謀部長。1960年7月、国防部次官補。1961年4月、中将昇進と同時に予備役編入。
予備役編入後は大韓重工業公社総理事。1963年2月、仁川重工業株式会社社長。1967年1月、民主共和党に入党。1969年1月、栄進運輸商会社長。1972年、正邦物産社長。1973年3月、第9代国会議員（維新政友会）当選、国会商工委員会委員。同年5月、光復会会長。1975年5月、総力安保国民協議会代表。同年9月、国家予算決算委員会委員。1976年2月、維新政友会2期議員。同年3月、国会商工委員会委員。1978年3月にヨーロッパ各国の発電施設を視察。同年12月、維新政友会3期議員候補から脱落。
1982年10月、独立記念館建立促進委員会委員長。
平和統一政策諮問委員、初代独立記念館館長、老人会会長などを務めた。
2011年1月26日午後4時23分、病気のため中央報勲病院にて死去。享年98。

## 栄典
- レジオン・オブ・メリット - 1954年1月20日[20]
- 建国勲章独立章 - 1963年
- 国民勲章冬柏章 - 1976年
- 国民勲章無窮花章 - 1987年

## 参考
- 金信 (2015). 翱翔在祖國的天空-韓國臨時政府主席金九公子金信回憶錄. 藍海創意文化. ISBN 978-986-88557-9-3
- 韓詩俊 (1993). 韓國光復軍研究. 一潮閣
- 박동찬 (2014) (PDF). 통계로 본 6·25전쟁. 국방부 군사편찬연구소. ISBN 979-11-5598-010-1
- 世界政経調査会 編『韓国・北朝鮮人名辞典 1979年版 上巻』世界政経調査会、1980年。
- “安椿生”.   大韓民国憲政会. 2014年6月26日閲覧。
- “安椿生前光復会長死去” (朝鮮語). 中央日報ニュース. (2011年1月27日) 2014年12月1日閲覧。 {{cite news}}: 名無し引数「article」は無視されます。 (説明); 名無し引数「default」は無視されます。 (説明)⚠⚠